# Col du Hundsruck

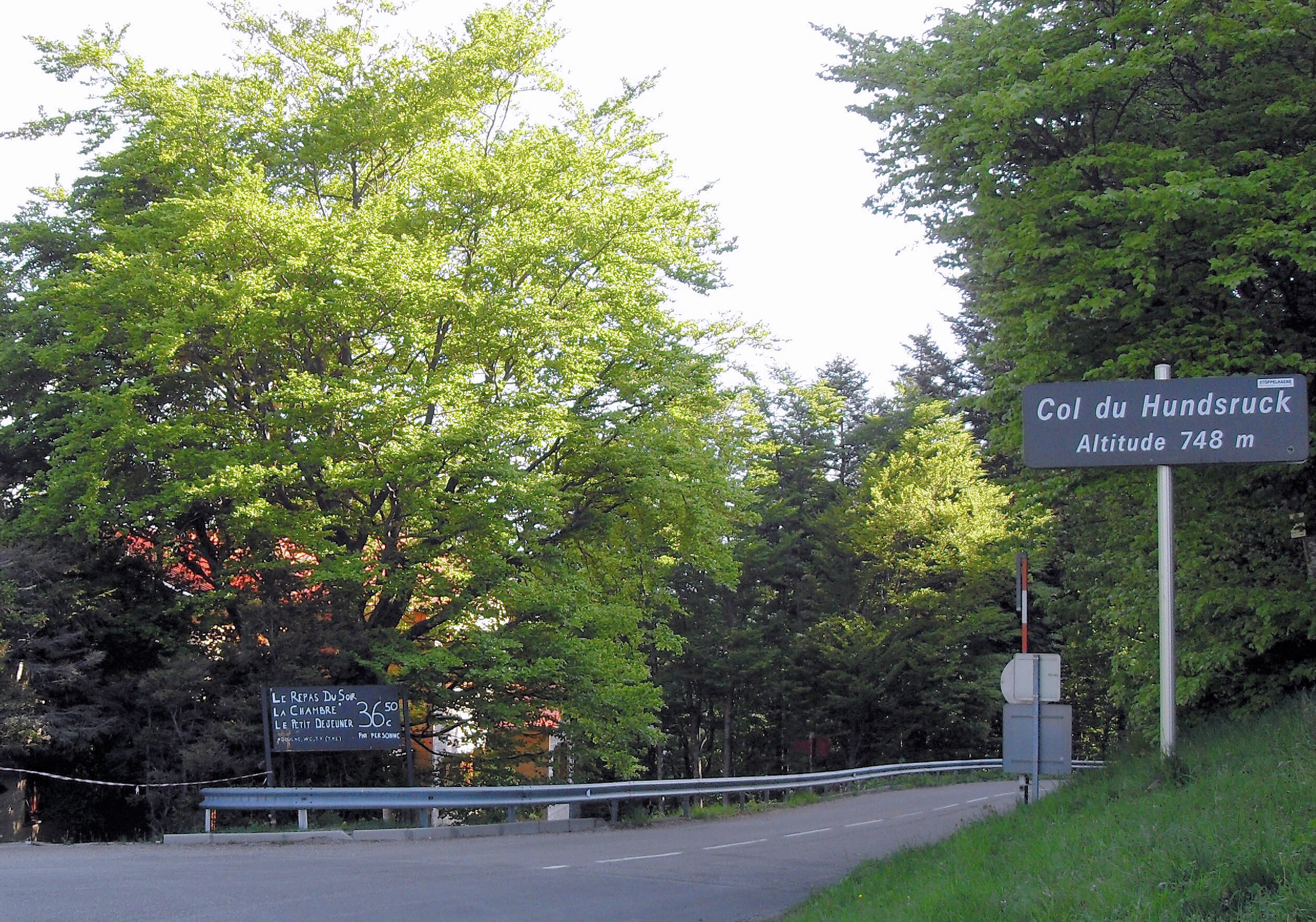
Passhöhe

Der Col du Hundsruck (deutsch „Hundsrückpass“) ist ein Straßenpass über einen Ausläufer der Vogesen im Elsass.  Er verbindet über die Route Joffre Masevaux (Masmünster) im Tal der Doller mit Thann im Tal der Thur. Der Pass markiert die Gemeindegrenze zwischen Bitschwiller-lès-Thann im Norden und Bourbach-le-Haut im Süden.
Die Passhöhe beträgt 748 m. Die Scharte des Col de Hundsruck befindet sich zwischen dem Kuppelthannkopf (885 m) im Osten und einer namenlosen Höhe (842 m) im Westen.
Von Bitschwiller-lès-Thann aus beträgt die durchschnittliche Steigung etwa 6 %, aus Richtung Masevaux-Niederbruck sind es auf 8500 m Strecke mit einem Höhenunterschied von 340 m durchschnittlich 4 % Steigung.